# Kronos Racing
Pour les articles homonymes, voir Kronos.
Kronos est une écurie privée belge de sport automobile fondée par Marc Van Dalen et Jean-Pierre Mondron en 1994. Elle a à son actif divers titres en championnats de tourisme et de rallye. Elle a été la représentante en compétition de Peugeot Belgique-Luxembourg de 1994 à 2003, puis de 2008 à 2009, et de Citroën de 2004 à 2007.
Lors de la saison 2011, l'écurie élargit son activité en engageant, en Le Mans Series, la Lola-Aston Martin B09/60 précédemment utilisée par Signature.

## Championnat du monde des rallyes
Kronos a débuté en championnat du monde des rallyes en 2001, en alignant la Peugeot 206 WRC de Kris Princen, puis de Grégoire De Mévius (soutenue par Peugeot Belgique-Luxembourg) et celle de Simon Jean-Joseph sur quelques manches, avec deux 9e place comme meilleur résultat de l'équipe.
En 2002, l'équipe continua le programme pour le compte de l'importateur belgo-luxembourgeois, en engageant une 206 WRC sur 7 manches pour Bruno Thiry, avec comme meilleur résultat une 5e place au rallye d'Allemagne.
En 2004, année où Kronos devient l'équipe satellite de Citroën Sport, elle engage notamment une Citroën Xsara WRC pour Juuso Pykälistö au rallye de Finlande, où il sera contraint à l'abandon.
En 2005, Kronos aligne deux Citroën C2 semi-officielles en championnat du monde junior, pour Kris Meeke et Daniel Sordo. L'Espagnol Daniel Sordo fut d'ailleurs couronné champion. L'équipe engagea aussi occasionnellement des Xsara WRC, qui ont obtenu de bons résultats : seconde place pour Manfred Stohl au Rallye de Chypre, troisième place au Rallye d'Australie, et quatrième place de Xavier Pons au Rallye de Catalogne.
À la suite du retrait d'un an de Citroën Sport du championnat du monde des rallyes, Kronos Racing a été choisie par Citroën pour représenter la marque dans le championnat du monde des rallyes 2006. L'équipe engagea trois Citroën Xsara WRC; la première étant réservée pour Sébastien Loeb. Ce dernier fut secondé par Xavier Pons et Daniel Sordo. Colin McRae disputa également un rallye pour l'équipe, en remplacement de Sébastien Loeb, blessé au bras. Sébastien Loeb et le Kronos Total Citroën WRT étaient par ailleurs en tête des deux championnats, après le rallye de Chypre, mais le forfait de Sébastien Loeb à la suite d'une chute de VTT, et l'incapacité des autres pilotes Citroën à contrer les Ford de Grönholm et Hirvonen ont permis au BP Ford World Rally Team de leur subtiliser la tête du championnat constructeurs.
L'équipe s'est consolée avec le titre pilote remporté par Sébastien Loeb, sans courir, grâce à la confortable avance de 35 points qu'il avait avant son accident.
En 2007, l'équipe retrouva son statut d'équipe privée et s'associa de nouveau avec le pétrolier autrichien OMV, dans le championnat du monde des rallyes 2007, sous la bannière du OMV Kronos Citroën WRT.
Elle engagea 2 Citroën Xsara WRC: une pour Manfred Stohl, qui disputa toutes les épreuves et une pour Daniel Carlsson, qui ne disputa finalement que 4 épreuves au lieu des 6 prévues. François Duval pilota la deuxième Xsara de l'équipe lors des 4 rallyes asphaltes de la fin de saison, obtenant le meilleur résultat de l'équipe de l'année avec la 2e place en Allemagne. L'équipe fut également présente en JWRC, en engageant 2 Citroën C2 R2 pour le Luxembourgeois Gilles Schammel et le Belge Raphaël Auquier.

### Classement au championnat constructeurs
| Saison | Constructeur | Nom de l'équipe          | Voiture           | Pilotes                                             | Points inscrits | Victoires | Classement final |
| ------ | ------------ | ------------------------ | ----------------- | --------------------------------------------------- | --------------- | --------- | ---------------- |
| 2006   | Citroën      | Kronos Total Citroën WRT | Citroën Xsara WRC | Sébastien Loeb Daniel Sordo Xavier Pons Colin McRae | 166             | 8         | 2e               |
| 2007   | Citroën      | OMV Kronos Citroën WRT   | Citroën Xsara WRC | Manfred Stohl Daniel Carlsson François Duval        | 45              | 0         | 5e               |

## Intercontinental Rally Challenge
En 2008, Kronos quitta le WRC et s'aligna dans l'IRC, en engageant deux Peugeot 207 Super 2000 pour Nicolas Vouilloz et Freddy Loix sur la plupart des manches du challenge, avec le soutien de l'importateur belgo-luxembourgeois de Peugeot, ainsi qu'une troisième voiture sur quelques manches notamment pour le compte de BF Goodrich. Vouilloz et Loix termineront respectivement 1er et 2e de la série, et Kronos remportera au total 5 rallyes (3 pour Loix, 1 pour Vouilloz et 1 pour Hanninen, pigiste en Russie).
En 2009, l'équipe continue en IRC, et aligne en plus des deux voitures de Vouilloz et Loix, une voiture pour Kris Meeke avec le soutien de l'importateur britannique de Peugeot, et une quatrième voiture à temps partiel pour le compte de BF Goodrich. Au Monte-Carlo, l'équipe Kronos commence la saison en réalisant le doublé avec Sébastien Ogier (pilote BF Goodrich) et Freddy Loix.
En 2011 l equipe aligne pour le championnat IRC Thierry Neuville copiloté,  par Nicolas Klinger au rallye monte carlo, puis remplacé par Nicolas Gilsoul à partir du rallye des Canaries. 
L équipage sera vainqueur en Corse et au San Remo, ainsi que lors de la Golden Stage en marge du Rallye de Chypre.

## Endurance
À la suite du forfait du Highcroft Racing, l'écurie est repêchée pour participer aux 24 Heures du Mans 2011 avec une Lola B09/60-Aston Martin propriété de l'Orbello Racing,.

## Palmarès
- 1998: titre pilote en Belgian Procar pour Sébastien Ugeux sur Peugeot 306 GTI
- 1998: titre pilote en Championnat de Belgique des Rallyes Inter pour Jean-Pierre van de Wauwer sur Peugeot 306 Maxi Kit Car et victoire au Rallye de Wallonie 1998
- 1999: titre pilote en Belgian Procar pour Frédéric Bouvy sur Peugeot 306 GTI et victoire aux 24 Heures de Spa pour Frédéric Bouvy, Emmanuel Collard et Anthony Beltoise sur Peugeot 306 GTI
- 2000: victoire aux 24 Heures de Spa pour Frédéric Bouvy, Kurt Mollekens et Didier Defourny sur Peugeot 306 GTI
- 2003: titre pilote en championnat d'Europe des rallyes avec Bruno Thiry sur Peugeot 206 WRC (6 victoires pour Thiry et Loix)
- 2005: titre pilote en JWRC avec Daniel Sordo sur Citroën C2 S1600 (5 victoires pour Sordo et Meeke)
- 2006: titre pilote en championnat du monde des rallyes avec Sébastien Loeb sur Citroën Xsara WRC (8 victoires pour Loeb)
- 2008: doublé au championnat pilote en Intercontinental Rally Challenge avec Nicolas Vouilloz et Freddy Loix sur Peugeot 207 S2000 (5 victoires pour Vouilloz, Loix et Hanninen)
- 2011: 7e place au 24 Heures du Mans avec Vanina Ickx, Bas Leinders et Maxime Martin sur Lola-Aston Martin B09/60
- 2016: deux podiums dans la Classe B de la compétition Benelux avec Didier Van Dalen

## Porsche GT3 Cup Challenge Benelux
Fruit d’une collaboration entre Pon Porsche Import (NL), D’Ieteren Porsche Import (B) et Continental, la GT3 Cup Challenge Benelux est née en 2013.

### Programme de l'année 2017
1. FIA WEC Spa-Francorchamps: 4-6 mai
2. Zandvoort Race Festival: 20-21 mai
3. 24 Hours of Le Mans: 14-17 juin
4. NL Days: 1-2 juillet
5. FIA Truck GP Zolder: 16-17 septembre
6. FIA GT4 Series Barcelona: 29 septembre – 1er octobre